# Eurytoma saharensis
Eurytoma saharensis är en stekelart som beskrevs av Karl-Johan Hedqvist 1967. Eurytoma saharensis ingår i släktet Eurytoma och familjen kragglanssteklar.
Artens utbredningsområde är Algeriet. Inga underarter finns listade i Catalogue of Life.